# عادل احمدوف
عادل احمدف (انگلیسی: Odil Ahmedov؛ زادهٔ ۲۵ نوامبر ۱۹۸۷) یک بازیکن سابق فوتبال اهل ازبکستان است.